# Orchestra Filarmonica Ceca
L'Orchestra Filarmonica Ceca (Česká filharmonie) è un'orchestra sinfonica con sede a Praga.  L'orchestra ha sede presso l'auditorium del Rudolfinum.
È un ente contributivo del Ministero della Cultura della Repubblica Ceca. Ha iniziato la sua attività con un concerto il 4 gennaio 1896, sotto la guida del compositore e direttore Antonín Dvořák.
Il direttore principale e direttore musicale è, dalla stagione 2018/2019, il direttore americano di origine russa Semjon Byčkov. La carica di direttore ospite principale è ricoperta da Jakub Hrůša, mentre per la stagione 2024/2025 è stato nominato direttore ospite principale “in onore di Rafael Kubelík” sir Simon Rattle. Nel giugno 2025, la Filarmonica Ceca ha annunciato Jakub Hrůša come prossimo direttore principale e direttore musicale a partire dalla stagione 2028/2029.

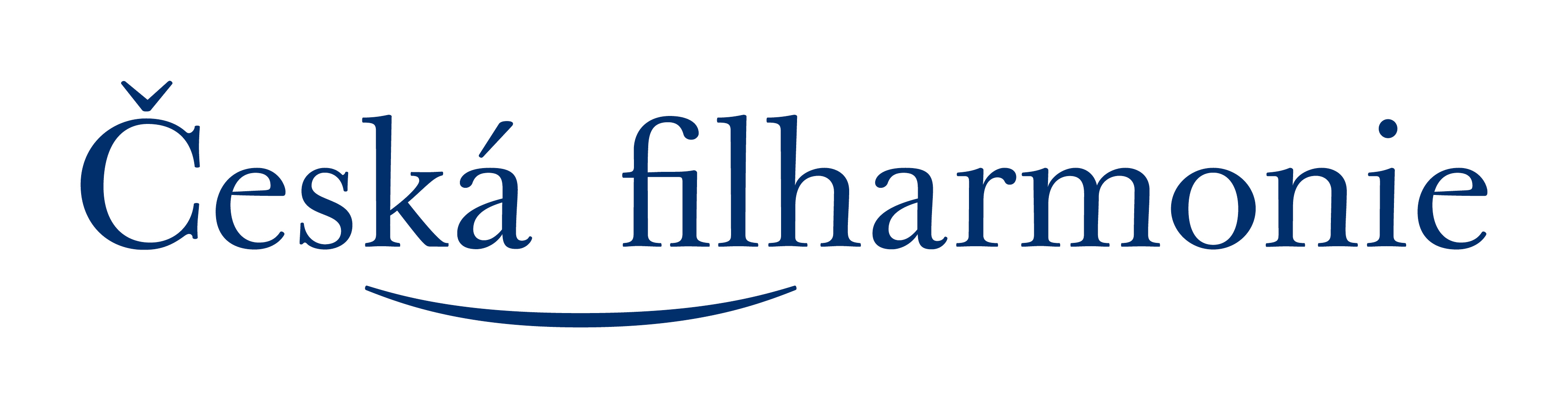
Logo della Filarmonica Ceca

## Storia

### Nascita e primi anni
L’idea di fondare la Filarmonica Ceca risale già a Bedřich Smetana, che la desiderava durante la sua vita, così come ai fondatori della “Società per il mantenimento di una grande orchestra della città di Praga” (1882). Nel 1894, i loro sforzi si concretizzarono con la nascita della “Filarmonica Ceca, società per la promozione dell’arte musicale a Praga, nonché associazione pensionistica per i membri dell’orchestra del Teatro Nazionale di Praga, le loro vedove e i loro orfani”. Il primo concerto si tenne il 4 gennaio 1896 al Rudolfinum di Praga, diretto da Antonín Dvořák. Il programma includeva sue opere: la Terza Rapsodia Slava, i Canti biblici n. 1–5, l’ouverture Otello e la Sinfonia n. 9 Dal Nuovo Mondo.
La società funzionava come attività del tempo libero e, come indica il nome, era composta da membri dell’orchestra del Teatro Nazionale. Tutti i proventi erano destinati ai membri o alle loro famiglie come pensione o sostentamento.
Un momento decisivo per la nascita della Filarmonica Ceca come orchestra indipendente fu il conflitto tra i membri dell’orchestra del Teatro Nazionale e il direttore dell’opera Karel Kovařovic. Il 9 febbraio 1901, i musicisti (che erano anche membri della società Filarmonica Ceca) entrarono in sciopero e furono licenziati. Questi musicisti fondarono insieme l’orchestra sinfonica Filarmonica Ceca e scelsero come primo direttore principale Ludvík Vítězslav Čelanský (1870–1931).
Per mantenersi, la nuova orchestra doveva esibirsi frequentemente. Solo nel 1901 tenne ben 49 concerti in Boemia, Moravia e Slesia. Uno dei principali direttori di questo primo periodo fu Oskar Nedbal, ex violista del celebre Quartetto Ceco, che con il suo talento musicale e le sue capacità organizzative guidò l’orchestra nei momenti critici di difficoltà finanziaria e lotta per la sopravvivenza. Nedbal divenne presto uno dei pilastri dell’orchestra e contribuì in modo significativo alla sua stabilizzazione.

### L’arrivo di Václav Talich e la nascita della Cecoslovacchia
Una nuova fase nella storia dell’orchestra fu inaugurata con l’arrivo del direttore Václav Talich, all’epoca trentacinquenne e poco conosciuto a Praga. Assunse la carica di direttore principale nel 1919. Il 28 ottobre 1918, giorno della proclamazione della Repubblica Cecoslovacca, si tenne sotto la sua direzione, nella Casa Municipale, la prova generale della prima assoluta del poema sinfonico Zrání (La maturazione) di Josef Suk. Quando nella sala Smetana entrò il segretario della Filarmonica con la notizia della libertà, Talich rispose: «È una bella notizia, ma noi dobbiamo provare!»
La prima di Zrání ebbe luogo il 30 ottobre 1918 e fu il primo concerto della Filarmonica Ceca nella neonata repubblica. Talich si rivelò una personalità artistica energica e convincente, che divenne presto figura chiave dell’orchestra. Dava enfasi alla personalità e vitalità dell’esecuzione e cercava un giusto equilibrio tra le singole sezioni. Fu anche un eccellente programmatore. Nei primi anni del suo incarico fece una profonda revisione del repertorio e dedicò la stagione 1921–1922 alle sinfonie ceche. Inseriva regolarmente in programma anche opere di impressionisti francesi, Mahler, Bartók o Šostakovič.
Le tournée internazionali tra il 1918 e il 1938 ebbero un significato speciale. L’orchestra divenne un’ambasciatrice culturale della giovane repubblica e le sue esibizioni in Italia, a Vienna e nel Regno Unito erano sempre legate a importanti eventi culturali.
Dopo l’occupazione nazista del 1939, la Filarmonica Ceca fu costretta a esibirsi anche per il regime. Ad esempio, nel febbraio 1941, l’orchestra, su ordine di Joseph Goebbels, si esibì a Berlino e Dresda. In questo periodo difficile, il violista Zdeněk Němec fu ucciso dalla Gestapo. I concerti della Má vlast (La mia patria) divennero un simbolo della manifestazione nazionale e della resistenza contro il regime nazista. Ben presto, però, il poema sinfonico fu vietato come ciclo completo (e i poemi Tábor e Blaník furono completamente proibiti).

### Rafael Kubelík: Visione e speranza
Rafael Kubelík, che divenne direttore principale della Filarmonica Ceca nell’autunno del 1941, fu una figura chiave dell’orchestra già durante la guerra. Diresse per la prima volta l’orchestra a soli diciannove anni, nel gennaio del 1934. Durante la Seconda guerra mondiale si concentrò su opere che rafforzavano la speranza e la fede della popolazione.
Dopo la guerra, il 21 giugno 1945, Kubelík diresse il “Concerto di ringraziamento”, durante il quale fu eseguita Má vlast (La mia patria), e nel novembre 1945 l’orchestra organizzò un concerto a sostegno dei villaggi colpiti dal terrore nazista, Lidice e Ležáky. Durante la sua attività nel dopoguerra, l’orchestra fu nazionalizzata il 22 ottobre 1945. La sua programmazione musicale mirava a colmare le lacune nei confronti della musica russa, francese e angloamericana. Tra le sue opere preferite figuravano tuttavia il Meditazione sul vecchio corale ceco “San Venceslao”, op. 35° di Josef Suk e Taras Bulba di Leoš Janáček. Sotto la sua direzione, la Filarmonica Ceca fondò nel 1946 il festival musicale internazionale Primavera di Praga. Dei cinquanta concerti del festival, l’orchestra ne eseguì quindici.

### Ančerl e Neumann
Dopo l’esilio di Kubelík nel 1948, seguì un periodo di transizione. L’orchestra fu diretta da Václav Neumann e Karel Šejna, che cercarono di mantenere un alto livello artistico nonostante le pressioni politiche del regime totalitario.
Karel Ančerl, che assunse la direzione nel 1950, si scontrò inizialmente con una forte resistenza all’interno dell’orchestra, che lo considerava un direttore imposto dal regime. Ciononostante, grazie alla sua tenacia e al suo talento artistico, riuscì a trasformare l’atmosfera dell’ensemble e ad affermarlo sulla scena internazionale. Ančerl diresse la Filarmonica Ceca in sessanta tournée in ventotto paesi del mondo.
L’era Neumann iniziò nel dicembre 1968 e portò a un’intensa collaborazione con le case discografiche, grazie alla quale furono realizzate registrazioni importanti, non solo delle sinfonie di Dvořák.

### La rivoluzione di velluto e il ritorno di Rafael Kubelík
Nel 1969 la Filarmonica Ceca prese parte alle proteste contro l’occupazione della Cecoslovacchia. Dopo l’autoimmolazione dello studente Jan Palach, si tennero concerti in sua memoria. Nel novembre del 1989, l’orchestra partecipò attivamente agli eventi della Rivoluzione di velluto. Durante i concerti vennero eseguite composizioni simbolo del desiderio di libertà e giustizia. Un momento indimenticabile fu l’esecuzione della Nona Sinfonia di Beethoven, durante il concerto per il Forum Civico, il 14 dicembre 1989.
Dopo anni di esilio, Rafael Kubelík tornò a Praga nell’aprile del 1990. Le sue prime parole al ritorno furono cariche di emozione:
«Ho atteso con passione questo momento e ho sempre creduto che un giorno sarebbe arrivato.»
Kubelík diresse il concerto inaugurale del Festival Primavera di Praga, in cui venne nuovamente eseguita la Mia Patria di Smetana. Rimase alla guida dell’orchestra fino al novembre del 1991, quando diresse il suo ultimo concerto durante una tournée in Giappone.

### Gli ultimi decenni: Bělohlávek e Byčkov
Negli anni successivi al periodo di Kubelík, la Filarmonica Ceca attraversò una fase di frequenti cambiamenti alla direzione. Nel 2012 Jiří Bělohlávek fu nominato direttore principale e portò nuova stabilità e una rinnovata visione artistica.
Sotto la sua guida, l’orchestra tornò a risplendere sulla scena internazionale, anche grazie alle registrazioni delle sinfonie di Dvořák. Dopo la sua scomparsa, la direzione dell’orchestra fu affidata a Semjon Byčkov.

## Attività dei concerti
Ogni stagione, la Filarmonica Ceca esegue circa 50 concerti in patria e 30 all’estero. Il programma nazionale è suddiviso in cinque serie di abbonamento. Durante la stagione si tengono anche concerti straordinari, come ad esempio il Concerto per la libertà e la democrazia, i concerti di Capodanno e di San Silvestro o il Concerto Open Air che conclude la stagione.
Dal punto di vista della drammaturgia, l’orchestra si concentra sulla musica dei secoli XIX e XX, in particolare su quella ceca: Dvořák, Smetana e Janáček. Grazie all’attività di Semjon Byčkov, i programmi includono frequentemente anche composizioni di Mahler e Šostakovič.

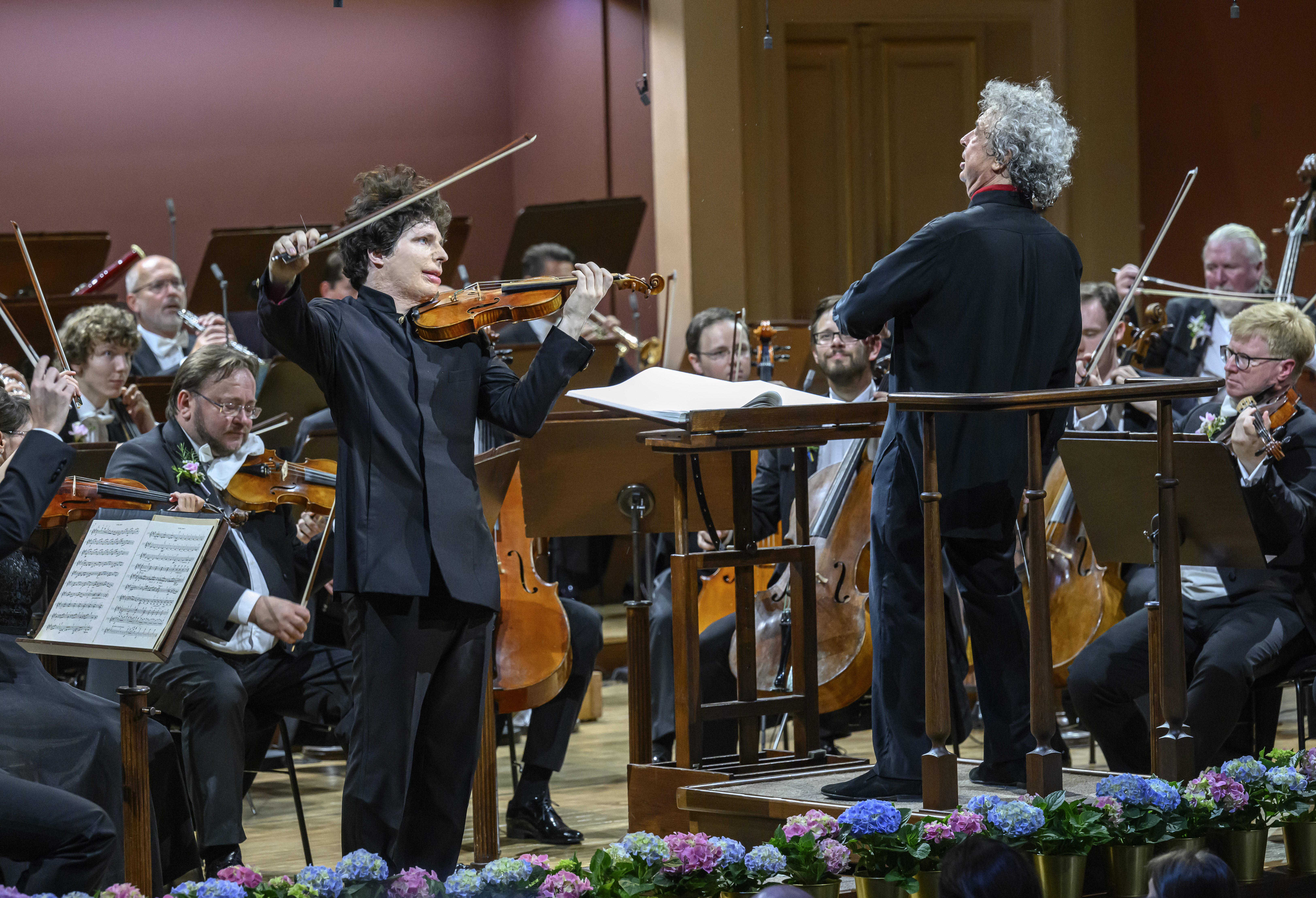
Augustin Hadelich con la Filarmonica Ceca.

Un ruolo importante nella programmazione è svolto anche dagli artisti in residenza. L’orchestra collabora regolarmente con direttori e solisti di fama mondiale, come sir Simon Rattle, Daniil Trifonov, Janine Jansen, Augustine Hadelich e molti altri.

### Attività all'estero
La Filarmonica Ceca ha acquisito una reputazione internazionale già agli inizi della sua attività. Emblematico, in questo senso, è il concerto tenutosi a Londra nel 1902. Il direttore d’orchestra Oskar Nedbal scriveva in una lettera inviata a casa: «È la prima volta che un’orchestra del continente si stabilisce a Londra per un periodo prolungato. Pare che soprattutto la Filarmonica di Londra ne sia furiosa... »
Attualmente, in Europa, la Filarmonica Ceca è ospite regolare a Vienna, Salisburgo, Budapest, Amsterdam, Amburgo e Madrid. Ogni anno si esibisce anche in prestigiosi festival estivi come i BBC Proms, Kissingen Sommer ed Elbphilharmonie Sommer.

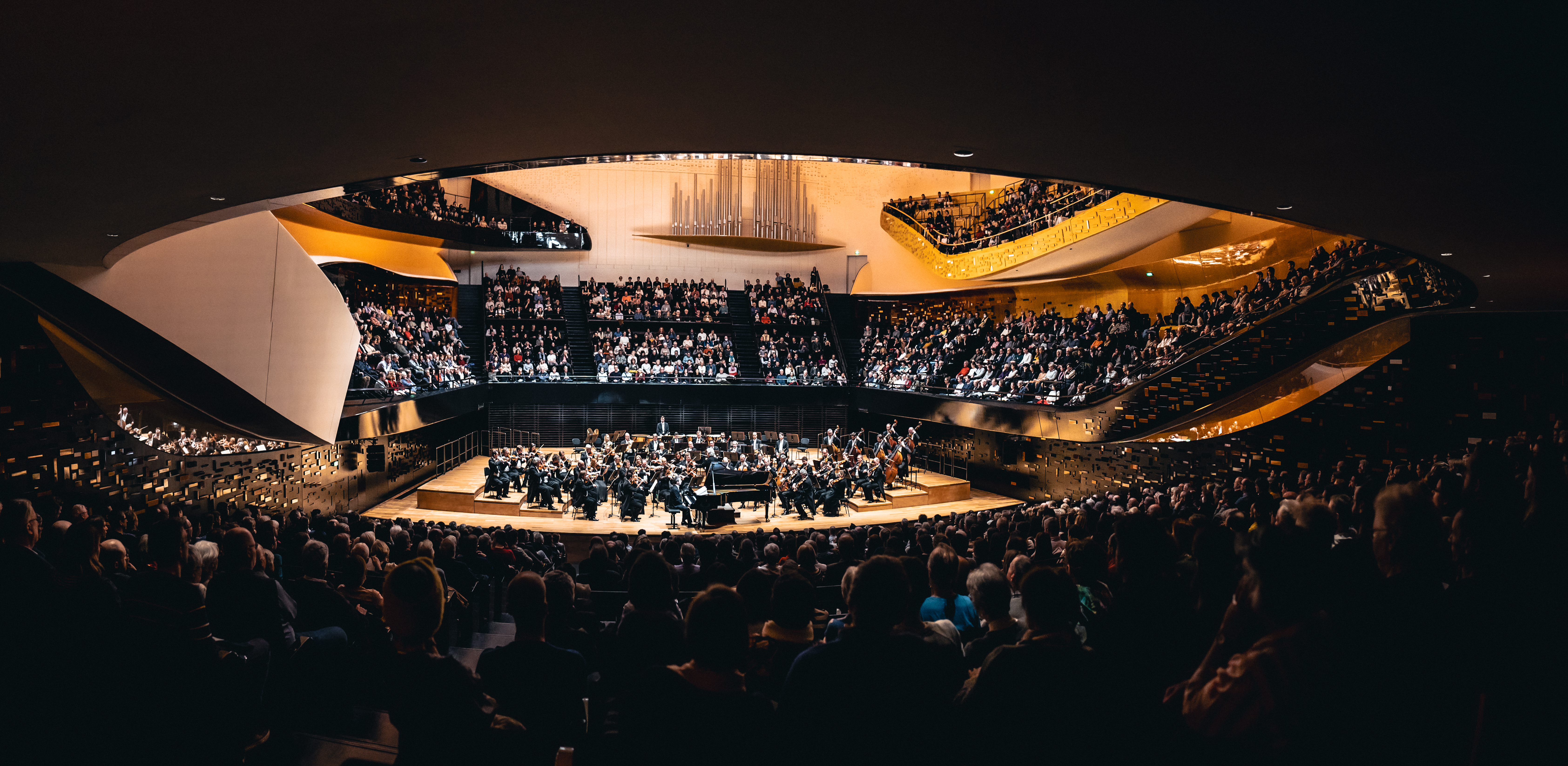
La Filarmonica Ceca a Parigi.

La prima tournée oltreoceano (all’epoca la tournée più estesa mai realizzata da qualsiasi orchestra) si svolse nel 1959 in Australia, Giappone, Nuova Zelanda, Cina, India e Unione Sovietica. Se in Cina la Filarmonica fece ritorno solo nel 2001, ovvero 42 anni dopo, in Giappone l’orchestra è ormai di casa, tanto che le sue regolari esibizioni in sale come la Suntory Hall di Tokyo fanno parte integrante delle stagioni concertistiche locali.
Negli Stati Uniti e in Canada, la Filarmonica Ceca si è recata per la prima volta nel 1965 sotto la direzione di Karel Ančerl. È poi tornata più volte nel continente americano, e nel 2004 ha realizzato la sua decima tournée, diretta da Andrej Borejko. Il maggior successo finora è stata la residenza di tre giorni presso la Carnegie Hall di New York, che la Filarmonica ha tenuto nel 2024.

## Attività educativa[28]
Ogni stagione propone decine di laboratori e concerti commentati. Si dedica anche a diversi progetti a lungo termine, come il progetto Romano drom, in cui collabora con la cantante Ida Kelarová e il coro rom Čhavorenge.
L’istituzione è da lungo tempo impegnata anche nella formazione e preparazione dei futuri professionisti della musica . L’Accademia orchestrale offre ai giovani musicisti di talento la possibilità di unirsi all’orchestra come membri a pieno titolo, acquisendo esperienza a fianco dei migliori strumentisti. Spazio ai giovani è offerto anche dalla Filarmonica Studentesca Ceca, un’orchestra composta da studenti delle scuole di musica. L’orchestra congiunta degli alunni delle scuole artistiche di base e della Filarmonica Ceca nasce dalla stretta collaborazione tra la Filarmonica e le scuole d’arte della Repubblica Ceca.

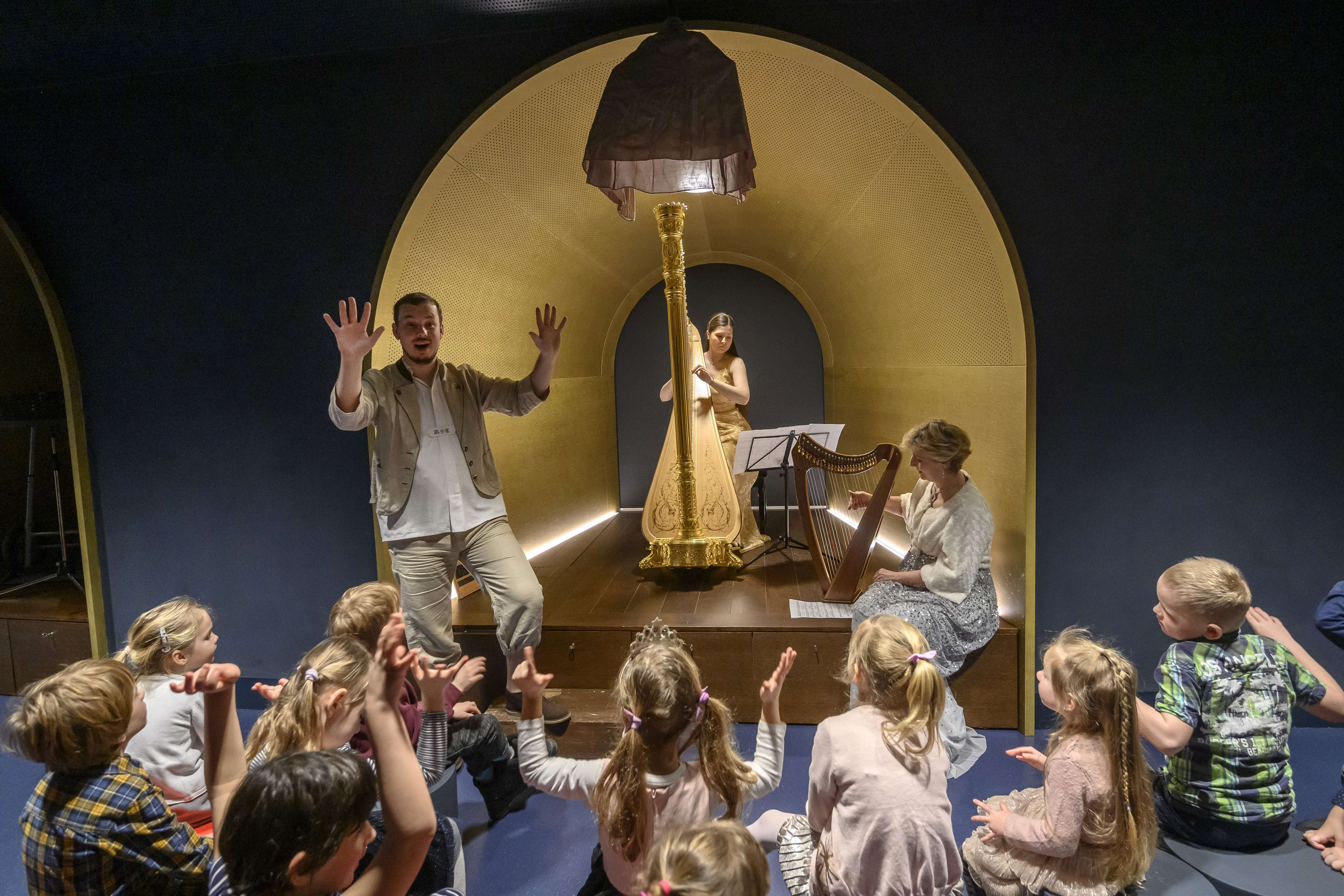
Centro educativo della Filarmonica Ceca

Attraverso il programma Musica per le scuole, la Filarmonica Ceca sostiene anche gli insegnanti di educazione musicale, proponendo loro nuovi metodi e approcci per l’insegnamento della musica.

## Attività discografica
La prima registrazione su disco risale al 1929, quando Václav Talich incise Má vlast per l’etichetta His Master's Voice. Dopo la guerra, l’orchestra sviluppò un’ampia discografia in collaborazione con Supraphon, in particolare con Václav Talich, Karel Ančerl e Jiří Bělohlávek. La lunga collaborazione con Supraphon è stata proseguita dall’etichetta Decca Classics, sotto la cui guida è nata la serie Antonín Dvořák: Complete Symphonies & Concertos, diretta da Jiří Bělohlávek. La registrazione integrale delle sinfonie di Čajkovskij, pubblicata anch’essa da Decca, è stata curata da Semjon Byčkov.

Tra le registrazioni più recenti spicca la serie delle sinfonie di Mahler, diretta da Semjon Byčkov. È nata in collaborazione con l’etichetta PENTATONE e ha ricevuto valutazioni positive dalla critica internazionale. Dalla collaborazione con PENTATONE sono nate anche le registrazioni per l’Anno della Musica Ceca 2024, come ad esempio il CD di Má vlast, anch’esso diretto da Semjon Byčkov.

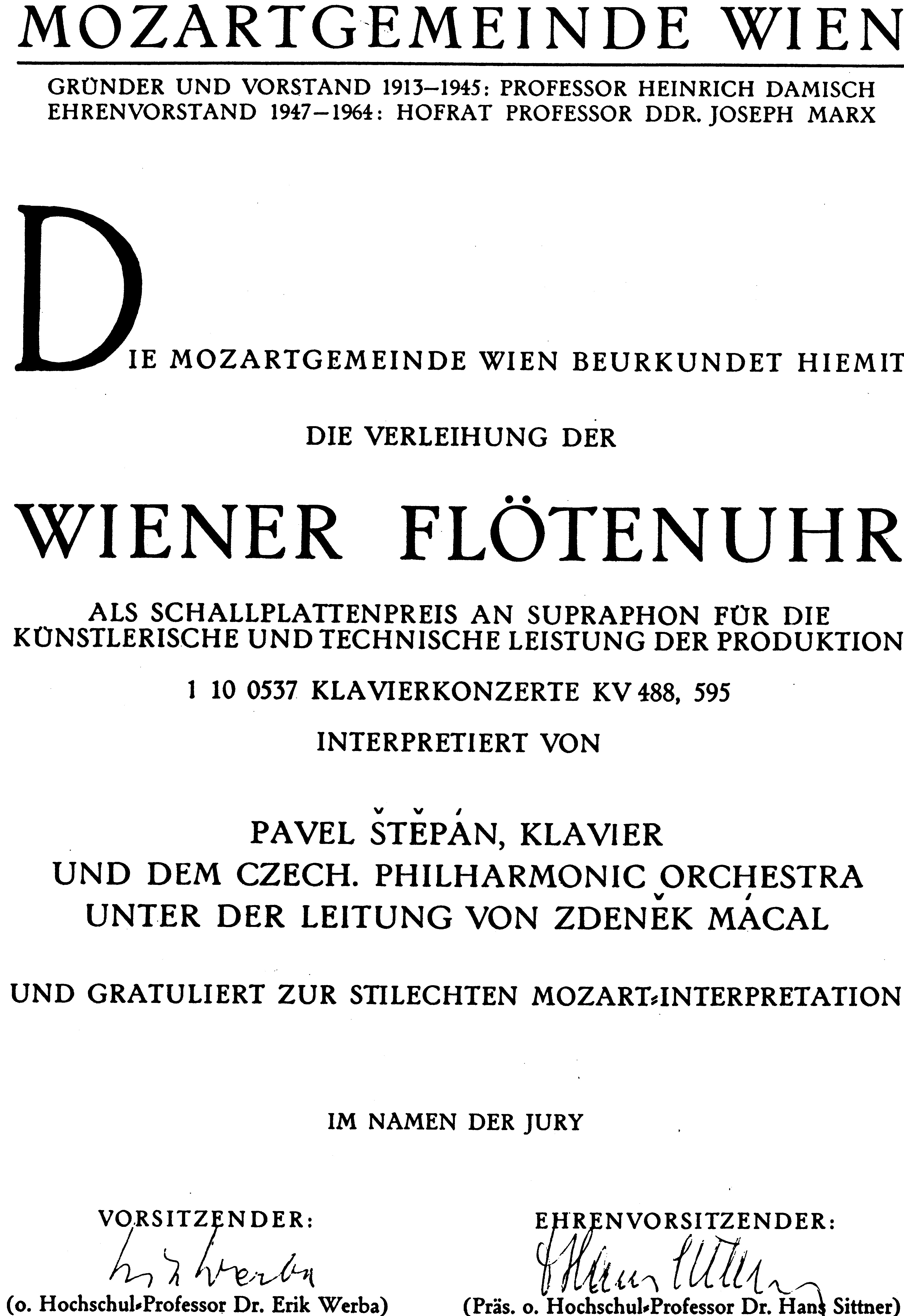
Wiener Flötenuhr 1971

## Premi e riconoscimenti
L'orchestra ha ricevuto diversi premi: dieci Grand Prix du Disque dall'Académie Charles Cros, cinque Grand Prix du disgue dall'Académie française e diversi Cannes Classical Awards. Ottenne la nomina al Grammy Awards nel 2005 e due premi Wiener Flötenuhr, con Pavel Štěpán, Zdeněk Mácal e Václav Neumann (1971 e 1982)( Supraphonline ).  È stata votata al XX posto fra le migliori 20 orchestre del mondo nel 2008 dalla rivista Gramophone.

## Società Ceca per la Musica da Camera
All’interno del Rudolfinum opera anche la Società Ceca per la Musica da Camera (Český spolek pro komorní hudbu), che fa parte della Filarmonica Ceca. Fondata nel 1894 per sostenere l’attività concertistica del Quartetto Ceco, oggi è una delle istituzioni musicali più antiche della Repubblica Ceca.

La stagione della SCMC si compone di cinque cicli di concerti, la cui programmazione unisce le opere di compositori affermati con la produzione contemporanea. All’interno del ciclo R, si esibiscono artisti in recital. Il pubblico ha potuto ascoltare, in questo ambito, artisti come Daniil Trifonov, Janine Jansen o Mitsuko Uchida. Ogni stagione della Società ha un proprio curatore, che partecipa alla definizione del programma e all’invito degli ospiti. Per la 130ª stagione il curatore è il direttore d'orchestra, compositore, contrabbassista e pianista Petr Popelka.

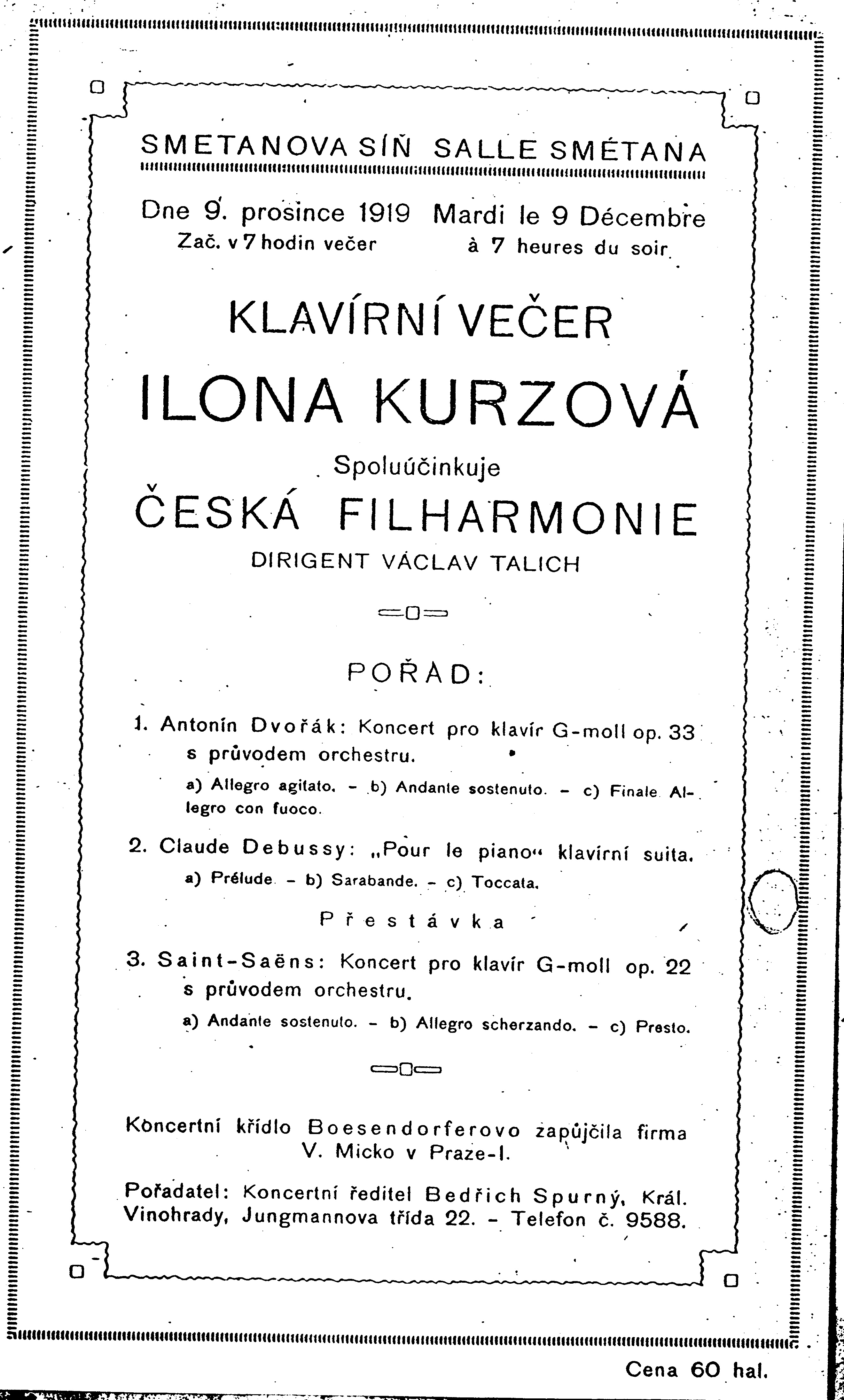
Programma comprendente il Concerto per pianoforte in Sol minore op. 33 di Antonín Dvořák con l'Orchestra Filarmonica Ceca diretta da Václav Talich

## Direttori principali
| - 1901–1903 Ludvík Čelanský - 1903–1918 Vilém Zemánek - 1919–1931 Václav Talich - 1933–1941 Václav Talich - 1942–1948 Rafael Kubelík | - 1950 Karel Šejna - 1950–1968 Karel Ančerl - 1968–1989 Václav Neumann - 1990–1992 Jiří Bělohlávek - 1993–1996 Gerd Albrecht | - 1996–2003 Vladimir Ashkenazy - 2003–2007 Zdeněk Mácal - 2009–2012 Eliahu Inbal - 2012–2017 Jiří Bělohlávek - 2018–pres. Semyon Bychkov |

## Discografia
- Bach: Piano Concerto No. 1, BWV 1052 - Sviatoslav Richter/Václav Talich/Czech Philharmonic Orchestra, 2008 Music Online
- Brahms, Requiem tedesco - Sinopoli/Popp/Brendel, 1982 Deutsche Grammophon
- Brahms: Altrhapsodie, Schicksalslie, Triumphlied - Brigitte Fassbaender/Czech Philharmonic Orchestra/Giuseppe Sinopoli/Lubomir Matl/Prague Philharmonic Chorus/Wolfgang Brendel, 1983 Deutsche Grammophon
- Ciaikovsky, Sinf. n. 6/Romeo e Giulietta - Bychkov/Czech PO, 2016 Decca
- Dvořák, Concerto For 'Cello In B Minor, Op. 104 - Pablo Casals/Czech Philharmonic Orchestra/George Szell, 1938 RCA Victor - Grammy Hall of Fame Award 1998
- Dvorak, Requiem/Canti biblici - Ancerl/Stader/Wagner/Borg, Deutsche Grammophon
- Dvořák: Requiem, Op. 89 - Gabriela Beňačková/Brigitte Fassbaender/Thomas Moser/Jan-Hendrik Rootering/Czech Philharmonic Chorus & Orchestra/Lubomir Matl/Wolfgang Sawallisch, 1985 Supraphon
- Dvorak, Danze slave op. 46, 72 - Belohlavek/Czech PO, 2016 Decca
- Dvorák: Slavonic Dances Op. 46 - Czech Philharmonic Orchestra/Václav Neumann, 1995 Teldec
- Dvorak, Rusalka - Mackerras/Fleming/Heppner, 1998 Decca
- Dvorak, Stabat Mater - Belohlavek/Czech PO, 2016 Decca
- Gounod, Messa S. Cecilia - Markevitch/Seefried/Stolze, 1965 Deutsche Grammophon
- Mendelssohn & Tchaikovsky: Violin Concertos - Akiko Suwanai/Czech Philharmonic Orchestra/Vladimir Ashkenazy, 2001 Decca
- Karel Ančerl conducts Smetana, Dvorak, Mussorgsky - Karel Ancerl/Czech Philharmonic Orchestra, 1994 Ermitage

## Curiosità
Nel 1998 collabora con il chitarrista svedese Yngwie Malmsteen per la realizzazione dell'album Concerto Suite for Electric Guitar and Orchestra in E flat minor, Opus 1 L'album, uscito nel 1998, è la prima e unica opera di Yngwie Malmsteen che vede affiancata la sua chitarra elettrica ad una orchestra sinfonica.
La Czech Philharmonic Orchestra è stata diretta dal maestro Yoel Levi. Malmsteen è l'autore degli arrangiamenti per tutti gli strumenti dell'orchestra.
- Dal 2008 l'Orchestra ha collaborato col gruppo symphonic death metal greco Septicflesh per la realizzazione degli ultimi 4 album in studio: Communion, The Great Mass, Titan, Codex Omega. Si tratta di un tipo di musica molto particolare che unisce la brutalità del death metal con la maestosità e la raffinatezza della musica classica.